# يسار وطني باسكي

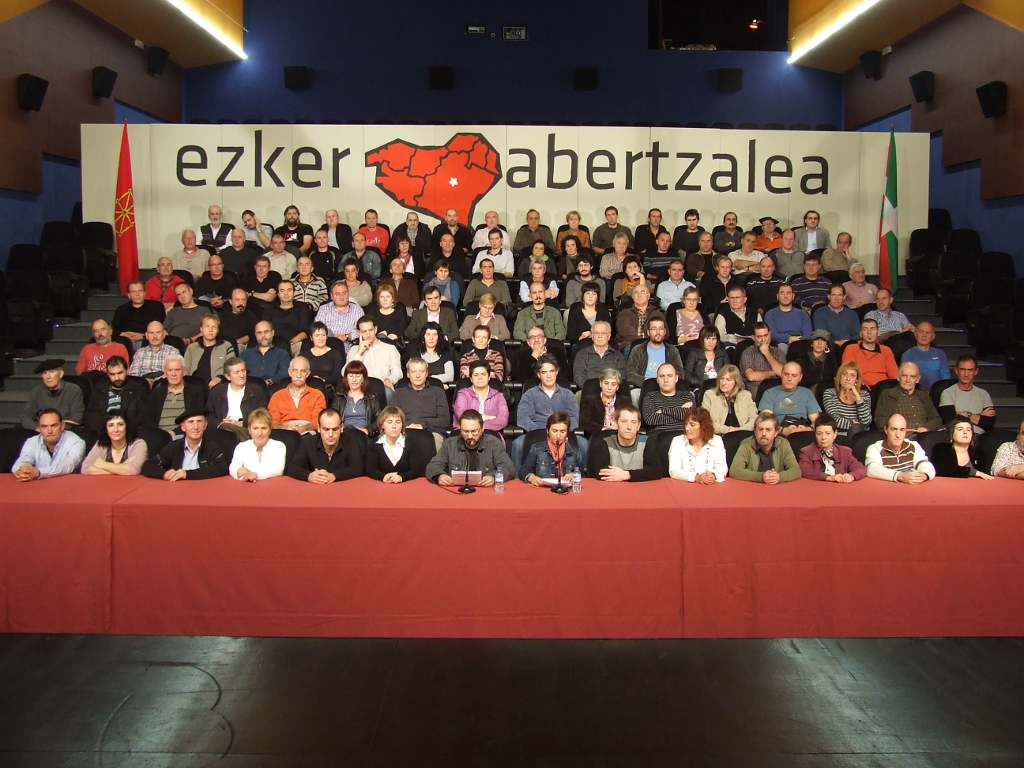

اليسار الوطني الباسكي أو (ايثكييردا أبيرتشالي بالباسكية: izquierda abertzale) هو ما يطلق في الساحة السياسية الإسبانية على الطيف السياسي المكون من أحزاب و تنظيمات قومية باسكية يسارية التوجه.
يدافع اليسار الوطني الباسكي على استقلال إقليم الباسك عن إسبانيا من خلال العمل السلمي في إطار المؤسسات الأسبانية كالبرلمان الأسباني والبرلمانات الجهوية للمناطق الإسبانية الذاتية الحكم ذات النزعة القومية الباسكية (إقليم الباسك ونافارا).
بفعل خلفيته اليسارية الجذرية كان اليسار الوطني الباسكي منذ بداياته متمايزا عن الخط السياسي للمكون الآخر للقومية الباسكية، الحزب القومي الباسكي(PNV) (المحافظ والديمقراطي المسيحي).
منذ تسعينات القرن 20 ارتبط مصطلح اليسار الوطني الباسكي في الأدبيات السياسية الإسبانية بتياراته الأكثر جذرية الأقرب من منظمة إيتا.